# Copperas Cove, Texas
Copperas Cove là một thành phố thuộc quận Coryell, tiểu bang Texas, Hoa Kỳ. Năm 2010, dân số của xã này là 32032 người.

## Dân số
- Dân số năm 2000: 29592 người.
- Dân số năm 2010: 32032 người.